# Bousseviller
Bousseviller (Duits: Busweiler, 1941-44 Bußweiler) is een gemeente in het Franse departement Moselle (regio Grand Est) en telt 150 inwoners (1999).
De gemeente maakt deel uit van het arrondissement Sarreguemines en sinds begin 2015 van het kanton Bitche. Daarvoor maakte het deel uit van het inmiddels opgeheven kanton Volmunster.

## Geografie
De oppervlakte van Bousseviller bedraagt 4,0 km², de bevolkingsdichtheid is 37,5 inwoners per km².
De onderstaande kaart toont de ligging van Bousseviller met de belangrijkste infrastructuur en aangrenzende gemeenten.

## Demografie
Onderstaande figuur toont het verloop van het inwonertal (bron: INSEE-tellingen).